# Gattamelata
Erasmo da Narni (Narni, 1370 – Pádua, 16 de janeiro de 1443), mais conhecido como Gattamelata, foi um dos mais famosos condottieri, ou generais mercenários, do Renascimento italiano. Serviu às cidades de Florença, Veneza e ao Papado. Foi imortalizado com uma estátua equestre criada por Donatello, instalada na cidade de Pádua, onde ele foi podestà em 1437, e onde morreu.
Em Narni, a fazenda onde nasceu o Gattamelata tem uma placa com a inscrição "Narnia me genuit Gattamelata fui" ("Nasci em Narni, eu era Gattamelata").